# Jāmeshlū
Jāmeshlū (persiska: جامشلو, جَميشلُّ, جَميشلو) är en ort i Iran.   Den ligger i provinsen Hamadan, i den nordvästra delen av landet, 230 km väster om huvudstaden Teheran. Jāmeshlū ligger 1 699 meter över havet och antalet invånare är 999.
Terrängen runt Jāmeshlū är platt åt nordost, men åt sydväst är den kuperad.Runt Jāmeshlū är det ganska glesbefolkat, med 47 invånare per kvadratkilometer. Närmaste större samhälle är Fāmenīn, 14,6 km söder om Jāmeshlū. Trakten runt Jāmeshlū består till största delen av jordbruksmark.